# Buick Terraza
Der Buick Terraza ist ein Van der GM-Tochter Buick, der von Anfang 2005 bis Ende 2007 verkauft wurde. Er löste den Oldsmobile Silhouette ab und nahm bei Buick die Stellung des luxuriösen Vans ein, da nach der Aufgabe der Marke Oldsmobile die Fahrzeugplattform auch von Buick übernommen worden war. Aufgrund der Zugehörigkeit zum General-Motors-Konzern baute er auf der gleichen Plattform auf wie die Modelle Chevrolet Uplander, Pontiac Montana und Saturn Relay, die alle in Doraville, Georgia, gebaut wurden.

## Übersicht
Gegenüber der Vorgängermodellreihe wurde bei allen Markenablegern vor allem der Vorderwagen und die Motorhaube verlängert, um das Frontalcrashverhalten zu verbessern. Dennoch war auch das überarbeitete Modell, dessen Ursprünge auf den seit 1990 produzierten Pontiac Trans Sport (später Pontiac Montana) zurückgingen, nicht mehr konkurrenzfähig, und konnte den Absatz nicht verbessern.
Anfangs startete der Terraza mit einem 3,5-Liter-V6-Motor mit 200 PS und einer Beschleunigung von 0–100 km/h in 10,2 Sekunden. Ein Jahr später folgte optional ein 3,9-Liter-V6-Motor mit 240 PS. 2007 wurde der 3,5-Liter-V6-Motor aus dem Programm genommen, und der 3,9-Liter-Motor wurde zum Basismotor. Ab 2007 war der Motor auch in einer Flex-Fuel-Version (mit Verträglichkeit unterschiedlicher Kraftstoffe) erhältlich.
Mit einem Basispreis von 27.790 US$ (19.744 €) war der Terraza der bis dahin teuerste Van der GM-Marke. Wie bei Buick üblich war er in den Versionen CX und CXL erhältlich. Der Terraza war global gesehen nicht der erste Van von Buick, in China wurde er modifiziert bereits vorher als Buick GL8 angeboten.
Zum Jahresende 2007 wurde die Produktion des Terraza eingestellt und durch das Crossover-Modell Buick Enclave ersetzt.

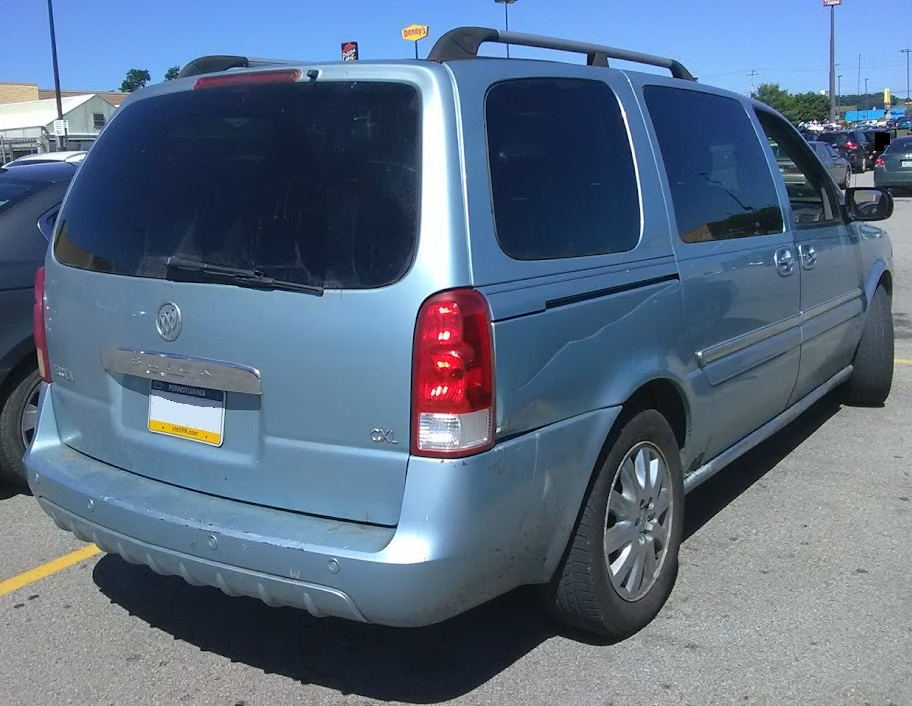
Heckansicht